# Роллинз, Джек
Джек Ро́ллинз (англ. Jack Rollins; 23 марта 1915, Нью-Йорк, США — 18 июня 2015, Нью-Йорк, США) — американский кинопродюсер, работавший над большинством фильмов Вуди Аллена. Также был агентом ряда актёров и певцов, таких как Робин Уильямс, Роберт Кляйн, Дик Каветт, Дэвид Леттерман, Майк Николс, Гарри Белафонте, Элейн Мэй, Билли Кристал.

## Биография
Джек Роллинз родился в Бруклине в Нью-Йорке 23 марта 1915 года как Яков Рабинович. Он был старшим из трёх детей Луиса и Сары Рабинович, еврейских иммигрантов из России. Его отец, кузнец из Киева, в Нью-Йорке стал портным.
В 1933 году Яков окончил школу, в 1937 году — Городской колледж Нью-Йорка, после чего сменил имя на Джек Роллинз и работал в детском доме в Чикаго.
Во Вторую Мировую войну был призван в армию, служил в Индии шифровальщиком. В армии познакомился с киноактёром Мелвином Дугласом, с его помощью и смог войти в мир шоу-бизнеса.
В 1948 году Роллинз женился на Перл Роуз Левин (умерла в 2012 году). У него было три дочери, Сюзан, Хилари и Франческа, а также четверо внуков.
После войны начал работать продюсером шоу на Бродвее, но из-за конкуренции переключился на роль импресарио, основав в 1951 году агентство, представлявшее интересы актёров, писателей и певцов. Когда к нему в 1952 году присоединился Чарльз Йоффе, их агентство сконцентрировалось преимущественно на комиках.
Одним из первых его клиентов был Гарри Белафонте, прозванный королём музыки калипсо, но в 1954 году он перешёл в другое агентство. Благодаря Роллинзу Ленни Брюс смог начать карьеру на Бродвее и на телевидении. Следующими стали комики Майк Николс и Элейн Мэй.
В конце пятидесятых агентство Роллинза-Йоффе начало работать с Вуди Алленом, рассмотрев в застенчивом молодом человеке потенциал стать новым Орсоном Уэллсом, успешным актёром, режиссёром и сценаристом в одном лице. C 1969 по 1993 год все фильмы Вуди Аллена, кроме «Любовь и смерть», снимались при участии кинокомпании Джека Роллинза и Чарльза Йоффе (Jack Rollins & Charles H. Joffe Productions). При этом имя Роллинза не всегда значилось в титрах, «Оскар» за фильм «Энни Холл» получил только Йоффе.
Среди других клиентов Роллинза были Робин Уильямс, Билли Кристал, Джоан Риверз, Тони Беннетт, Джим Керри, Дайан Китон и другие. Робин Уильямс стал клиентом в конце семидесятых.
С 1982 по 1992 год Роллинз был продюсером программы «Вечернее шоу с Дэвидом Леттерманом» (Late Night With David Letterman) на канале NBC до того, как он перешёл на канал CBS.

## Фильмография
| Год  |   | Русское название                                             | Оригинальное название                                                  | Роль                    |
| ---- | - | ------------------------------------------------------------ | ---------------------------------------------------------------------- | ----------------------- |
| 1969 | ф | Хватай деньги и беги                                         | Take the Money and Run                                                 | продюсер                |
| 1969 | ф |                                                              | Don't Drink the Water                                                  | продюсер                |
| 1971 | ф | Бананы                                                       | Bananas                                                                | исполнительный продюсер |
| 1972 | ф | Всё, что вы всегда хотели знать о сексе, но боялись спросить | Everything You Always Wanted to Know About Sex, But Were Afraid to Ask | продюсер                |
| 1973 | ф |                                                              | The Ted Bessel Show                                                    | продюсер                |
| 1973 | ф | Спящий                                                       | Sleeper                                                                | исполнительный продюсер |
| 1976 | ф | Подставное лицо                                              | Оригинальное название неизвестно                                       | исполнительный продюсер |
| 1977 | ф | Энни Холл                                                    | Annie Hall                                                             | продюсер                |
| 1978 | ф | Интерьеры                                                    | Interiors                                                              | продюсер                |
| 1979 | ф | Манхэттен                                                    | Manhattan                                                              | продюсер                |
| 1980 | ф | Воспоминания о «Звездной пыли»                               | Stardust Memories                                                      | исполнительный продюсер |
| 1982 | ф | Комедия секса в летнюю ночь                                  | A Midsummer Night’s Sex Comedy                                         | исполнительный продюсер |
| 1983 | ф | Зелиг                                                        | Zelig                                                                  | исполнительный продюсер |
| 1984 | ф | Бродвей Дэнни Роуз                                           | Broadway Danny Rose                                                    | исполнительный продюсер |
| 1985 | ф | Пурпурная роза Каира                                         | The Purple Rose of Cairo                                               | исполнительный продюсер |
| 1986 | ф | Ханна и её сестры                                            | Hannah and Her Sisters                                                 | исполнительный продюсер |
| 1987 | ф | Дни радио                                                    | Radio Days                                                             | исполнительный продюсер |
| 1987 | ф | Сентябрь                                                     | September                                                              | исполнительный продюсер |
| 1988 | ф | Другая женщина                                               | Another Woman                                                          | исполнительный продюсер |
| 1989 | ф | Нью-йоркские истории, новелла «Новый Эдип»                   | New York Stories: Oedipus Wrecks                                       | исполнительный продюсер |
| 1989 | ф | Преступления и проступки                                     | Crimes and Misdemeanors                                                | исполнительный продюсер |
| 1990 | ф | Элис                                                         | Alice                                                                  | исполнительный продюсер |
| 1992 | ф | Мужья и жёны                                                 | Husbands and Wives                                                     | исполнительный продюсер |
| 1992 | ф | Тени и туман                                                 | Shadows and Fog                                                        | исполнительный продюсер |
| 1993 | ф | Загадочное убийство на Манхэттене                            | Manhattan Murder Mystery                                               | исполнительный продюсер |
| 1994 | ф | Пули над Бродвеем                                            | Bullets Over Broadway                                                  | исполнительный продюсер |
| 1995 | ф | Великая Афродита                                             | Mighty Aphrodite                                                       | исполнительный продюсер |
| 1996 | ф | Все говорят, что я люблю тебя                                | Everyone Says I Love You                                               | исполнительный продюсер |
| 1997 | ф | Разбирая Гарри                                               | Deconstructing Harry                                                   | исполнительный продюсер |
| 1998 | ф | Знаменитость                                                 | Celebrity                                                              | исполнительный продюсер |
| 1999 | ф | Сладкий и гадкий                                             | Sweet and Lowdown                                                      | исполнительный продюсер |
| 2000 | ф | Мелкие мошенники                                             | Small Time Crooks                                                      | исполнительный продюсер |
| 2001 | ф | Проклятие нефритового скорпиона                              | The Curse of the Jade Scorpion                                         | исполнительный продюсер |
| 2002 | ф | Голливудский финал                                           | Hollywood Ending                                                       | исполнительный продюсер |
| 2002 | ф |                                                              | Jimmy Hendrix: The Dick Cavett Show                                    | исполнительный продюсер |
| 2003 | ф | Кое-что ещё                                                  | Anything Else                                                          | исполнительный продюсер |
| 2004 | ф | Мелинда и Мелинда                                            | Melinda and Melinda                                                    | исполнительный продюсер |
| 2005 | ф | Матч-пойнт                                                   | Match Point                                                            | исполнительный продюсер |
| 2006 | ф | Сенсация                                                     | Scoop                                                                  | исполнительный продюсер |
| 2007 | ф | Мечта Кассандры                                              | Cassandra’s Dream                                                      | исполнительный продюсер |
| 2008 | ф | Вики Кристина Барселона                                      | Vicky Cristina Barcelona                                               | исполнительный продюсер |
| 2009 | ф | Будь что будет                                               | Whatever Works                                                         | исполнительный продюсер |
| 2010 | ф | Ты встретишь таинственного незнакомца                        | You Will Meet a Tall Dark Stranger                                     | исполнительный продюсер |
| 2011 | ф | Полночь в Париже                                             | Midnight in Paris                                                      | исполнительный продюсер |
| 2012 | ф | Римские приключения                                          | To Rome with Love                                                      | исполнительный продюсер |
| 2013 | ф | Жасмин                                                       | Blue Jasmine                                                           | исполнительный продюсер |
| 2014 | ф | Магия лунного света                                          | Magic in the Moonlight                                                 | исполнительный продюсер |
| 2015 | ф | Иррациональный человек                                       | Irrational people                                                      | исполнительный продюсер |